# درب الهوى (فلم)
درب الهوى فيلم مصري أنتج عام 1983، وكان ممنوعا من العرض حتى وقت قريب كونه يتحدث عن الدعارة في مصر.

## القصة
تدور أحداث الفيلم في الأربعينات حيث يقوم حسن عابدين الوزير ورئيس حزب اسمه «الفضيلة والشرف» وينادى بغلق بيوت الدعارة، هذا يحدث نهارا أما ليلا فهو كثير التردد على بيوت الدعارة حيث أنه شخصية ماسوشية.